# 塔季扬娜·平托
塔季扬娜·平托（德語：Tatjana Pinto，1992年7月2日—），德国女子田径运动员，2012年欧洲田径锦标赛女子4×100米接力金牌得主、2016年欧洲田径锦标赛女子4×100接力铜牌得主、2018年欧洲田径锦标赛女子4×100米接力铜牌得主、2022年世界田径锦标赛女子4×100米接力铜牌得主。